# Søren Stryger
Søren Carl Stryger (født 7. februar 1975 i Køge) er en tidligere dansk håndboldspiller.  I både 2000 og 2004 blev han udnævnt som årets håndboldspiller i Danmark.
Han har spillet over 120 landskampe for Danmark og er i det daglige tilknyttet den tyske klub SG Flensburg-Handewitt, hvor han har spillet siden 2001. I 2004 var han med til at vinde klubbens allerførste mesterskab. Han var højre fløj og var desuden også anfører for klubben.
Tidligere har Stryger spillet for bl.a. Hmh, Vrold Skanderborg og GOG Gudme.
Søren Stryger har spillet 151 landskampe for Danmark. Han har været med til at vinde em-bronze i 2002,2004 og 2006 samt vm-bronze 2007. Efter vm 2007 har han stoppet sin landsholdskarriere.
Søren Stryger er to gange blev kåret som bedste mandlige håndboldspiller i Danmark (2000,2004).
Desuden blev han i 2000 danskmester med GOG og tysk pokalmester med Flensborg 2003,2004,2005.
Han var i 2007 med til at vinde Bronze ved VM i Tyskland med landsholdet.